# 7 mai 1959

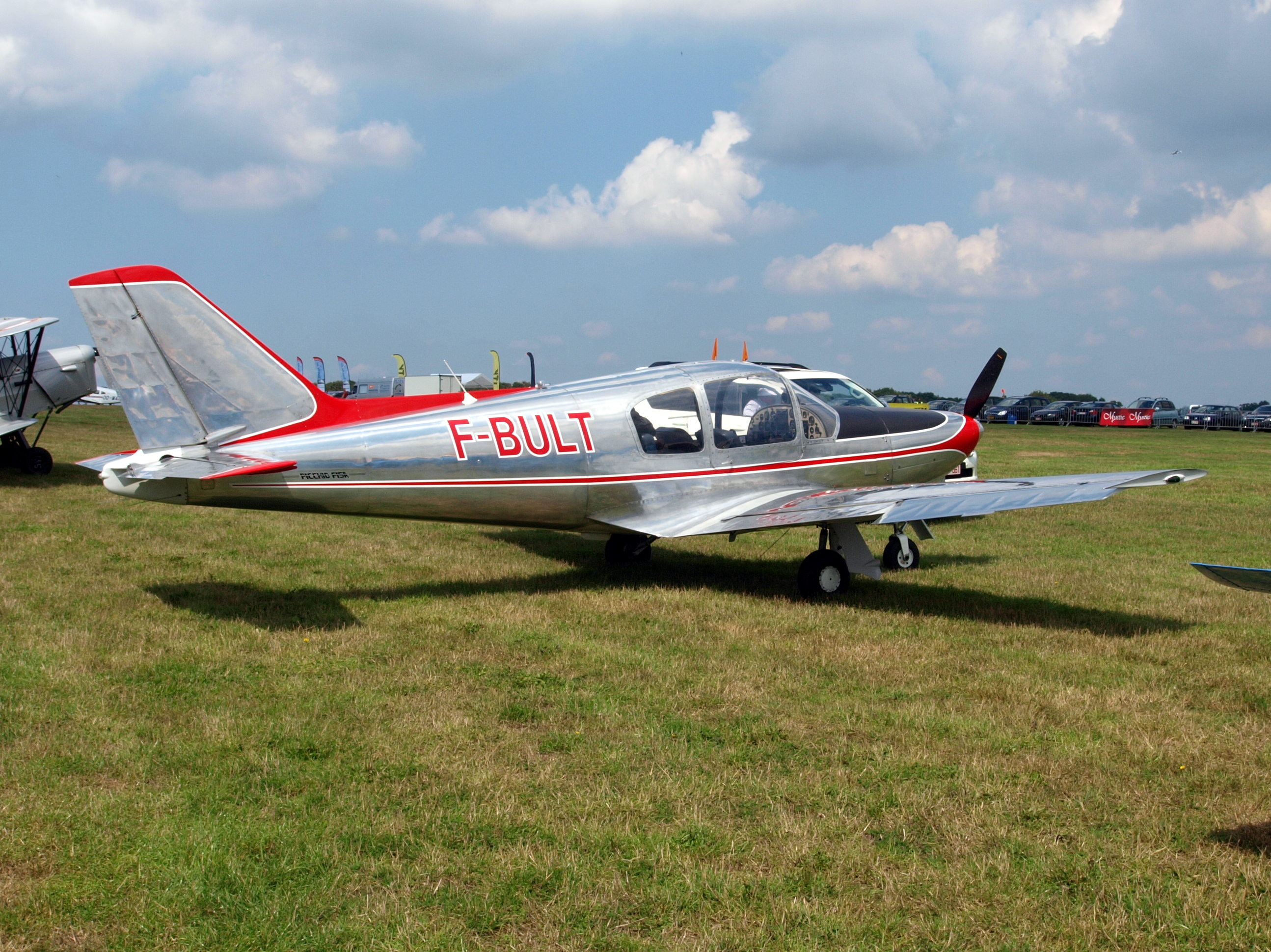
Procaer F.15 Picchio

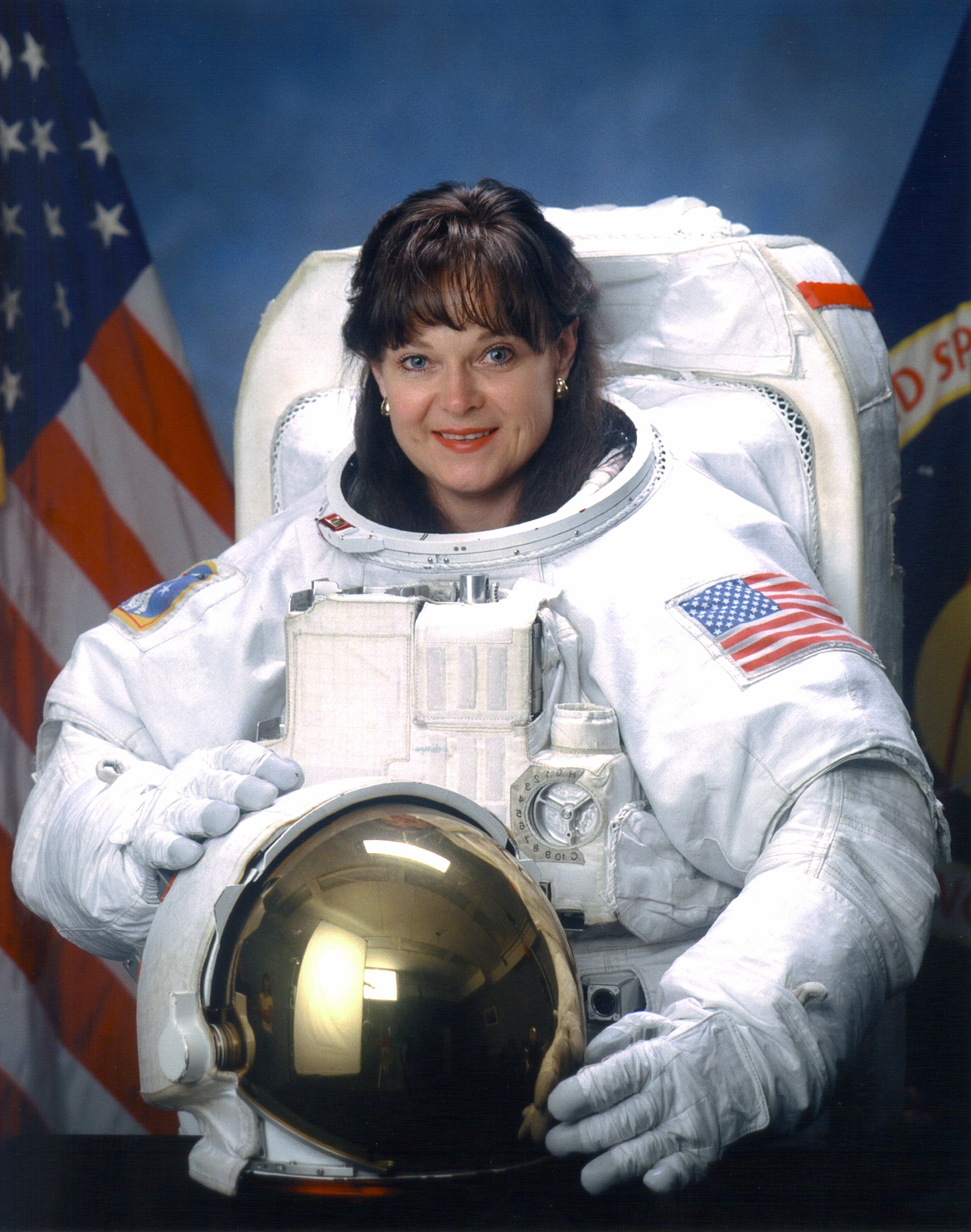
Tamara E. Jernigan

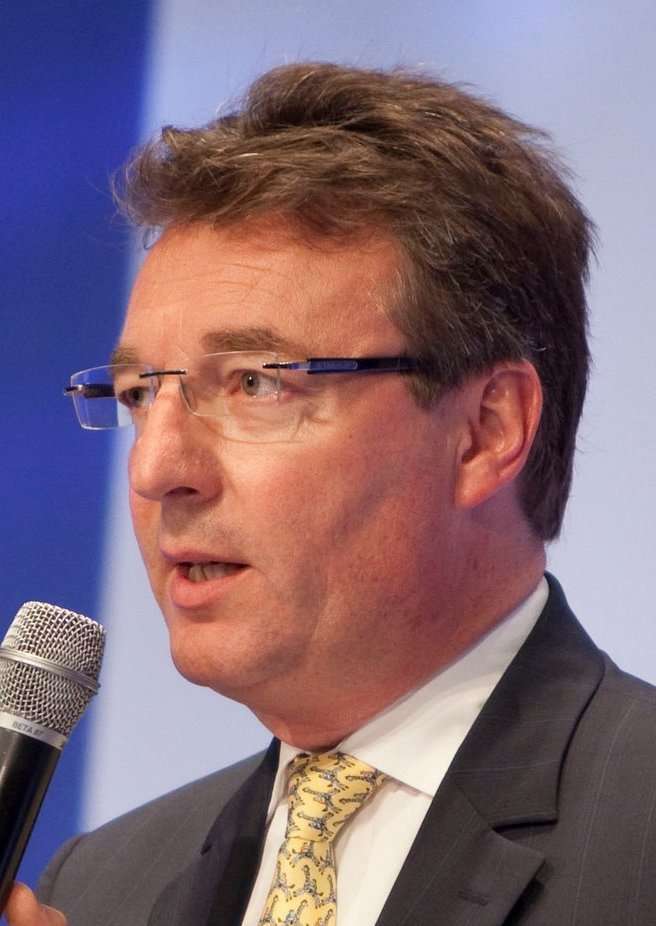
Didier Lamouche

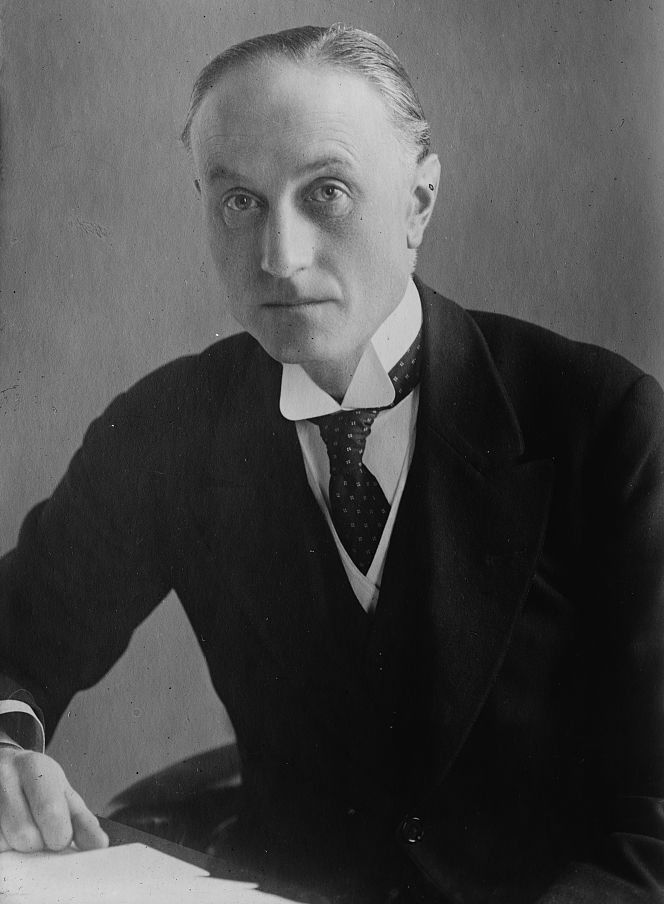
Samuel Hoare, homme politique anglais.

Le jeudi 7 mai 1959 est le 127e jour de l'année 1959.

## Événements

### Histoire
- Fondation de la ville de Maitum dans la province de Sarangani, aux Philippines ;

### Sport
- Début de la cinquième édition des Quatre Jours de Dunkerque, course cycliste de la région des Hauts-de-France ;
- Premier vol du Procaer F.15 Picchio (en), avion utilitaire léger de conception italienne.

### Culture
- Sortie du film français Ça n'arrive qu'aux vivants de Tony Saytor.

## Naissances
- Jamal Abdillah (en), chanteur pop et acteur malaysien ;
- Lynsey Baxter, actrice britannique ;
- Paolo Alvazzi del Frate (it), juriste italien ;
- Eugênio Aragão (pt), juriste et homme politique brésilien, ministre de la justice ;
- Karin Deleurand (en), nageuse danoise ;
- Winkie Dodds (en), activiste loyaliste irlandais du Nord ;
- Horst Eckert (de), auteur allemand de romans policiers ;
- Halfdan W. Freihow (en), écrivain, éditeur et critique littéraire norvégien ;
- Petar Georgiev (en), nageur bulgare ;
- Steve Hansen, joueur de rugby à XV néo-zélandais ;
- Bruno Ilien (de), pilote automobile français ;
- S. P. Jananathan (en), réalisateur, scénariste et producteur indien ;
- Tamara Jernigan, astronaute américaine ;
- Michael E. Knight (en), acteur américain ;
- Georgiy Kolnootchenko, athlète soviétique ;
- Didier Lamouche, chef d'entreprises français, PDG d'Oberthur Technologies ;
- Don Langsford (en), joueur australien de football australien ;
- Gisela Pou Valls (es), écrivaine espagnole catalane ;
- Pierre Rion, ingénieur et homme d’affaires belge ;
- Johan Schildt (en), acteur et scénariste suédois ;
- Ayi Sodogah (en), boxeur togolais ;
- Tony Sealy (en), footballeur anglais ;
- Daniel Shak (it), joueur américain de poker ;
- Heiki Valk (en), archéologue estonien ;
- Barbara Yung (morte le 14 mai 1985), actrice hongkongaise.

## Décès
- Samuel Hoare, 1er vicomte Templewood (né le 24 février 1880), homme politique britannique ;
- Joseph Marcadé (né le 23 novembre 1894), évêque catholique français ;
- Michael McCarthy (né le 27 février 1917), réalisateur, scénariste et acteur britannique ;
- Crisanto Luque Sánchez (né le 1er février 1889), archevêque et cardinal colombien ;
- Vilmos Pál Tomcsányi (en) (né le 8 février 1880), homme politique hongrois.